# Kobber(I)klorid
Kobber(I)klorid er et klorid af kobber med den kemiske formel CuCl. Stoffet er hvidt og på fast form, og det er kun i ringe grad opløseligt i vand, men meget opløseligt i koncentreret saltsyre. Urene prøver forekommer grønne grundet tilstedeværelsen af kobber(II)klorid.

## Kemiske egenskaber
- Hvide kobber(I)kloridkrystaller på kobbertråd
- Kobber(I)klorid
- Kobber(I)klorid delvist oxideret i luften

Kobber(I)klorid er en Lewissyre, som klassificeres som blød ifølge HSAB-konceptet. Dermed har det tendens til at danne stabile komplekser med bløde Lewisbaser som trifenylfosfan:
CuCl  +  P(C6H5)3  →  [CuCl(P(C6H5)3)]4
Selvom CuCl er uopløselig i vand opløses det i vandige opløsninger indeholdende passende donormolekyler. Det danner komplekser med halidioner, for eksempel dannes H3O+ CuCl2- med koncentreret saltsyre. Det angribes af CN-, S2O32- og NH3, hvormed der dannes de tilsvarende komplekser.
Opløsninger af CuCl i HCl eller NH3 absorberer kulilte og danner farveløse komplekser såsom den kloridforbundne dimer [CuCl(CO)]2. De samme saltsyreopløsninger kan også reagere med acetylengas og danne [CuCl(C2H2)]. Ammoniakopløsninger af CuCl reagerer med acetylener og danner sprængstoffet kobber(I)acetylid. Komplekser af CuCl med alkener kan laves ved reduktion af CuCl2 af svovldioxid i tilstedeværelse af alkenen i alkoholopløsning. Komplekser med diener såsom 1,5-cyklooktadien er særligt stabile:
I fraværet af andre ligander er dets vandige opløsninger ustabile hvad angår disproportionering til Cu og CuCl2. Dels grundet dette antager prøver i luften en grøn farve (se foto for oven til højre).

## Brug
Kobber(I)klorids primære anvendelse er som forgænger til fungiciden kobberoxyklorid. Til dette formål dannes vandig kobber(I)klorid af komproportionering og bliver dernæst luft-oxideret:
Cu  +  CuCl2   →  2 CuCl
6 CuCl  + 3/2 O2  + 3 H2O   →  2 Cu3Cl2(OH)4  +  CuCl2
Kobber(I)klorid katalyserer mange organiske reaktioner som diskuteret ovenfor. Dets affinitet for kulilte i tilstedeværelse af aluminiumklorid udnyttes i COPureSM-processen.

### I organisk syntese
I en Sandmeyerreaktion fører behandling af arendiazoniumsalt med CuCl til et arylklorid, for eksempel:
Reaktionen giver almindeligvis et godt udbytte.

### I polymerkemi
CuCl bruges som katalysator i Atom transfer radical polymerization (ATRP).